# Waterschapsweg
Een waterschapsweg is een weg in Nederland die onder het eigendom en beheer van een waterschap valt. Doorgaans betreft dit lokale wegen zoals polderwegen.
Waterschapswegen komen alleen in het westen van Nederland voor. In de rest van het land zijn de wegen geleidelijkaan overgegaan naar de gemeenten.